# Judeopaganismo
El judeopaganismo o neopaganismo semítico es una corriente neopagana que se basa en reavivar el antiguo yahvismo. Así, esta religión pretende el abandono del judaísmo y samaritanismo por parte de los judíospara así regresar estos al culto de los primeros profetas judíos del pueblo hebreo y, posteriormente, de los israelitas.
Esta religión adora exclusivamente a Yahweh pero considera a Ashera como su esposa. Además reconoce la existencia de otras deidades de la religión cananea aun sin rendir culto a estas, pues las considera inferiores y supeditadas a la voluntad de Yahweh, como es el caso de Reshef, agente de Yahweh, Baal, enemigo de Yahweh y Ashera, los Shedim, espíritus neutrales del desierto, o Mot, encargado del Sheol por designación de Yahweh.

## Historia
El judeopaganismo es un movimiento muy reciente, los primeros grupos como el JAP-L existen como comunidad virtual solamente desde los últimos años 90. Aun así también existen grupos, como la Orden del Templo de Astarté, activos desde los años 70. 
El grupo Am ha'aretz (עם הארץ, literalmente "el pueblo de la tierra" y término rabínico para personas judías sin educación religiosa y que no siguen las reglas del judaísmo, presenta muchas facetas: algunos miembros hacen sincretismo religioso con la brujería y otros practican la cábala; pero todos aseguran que son los continuadores directos de los antiguos cultos pre-monoteístas del pueblo judío. Veneran a una divinidad llamada Elohim, espíritus llamados Raphaim y espíritus de los muertos llamados Teraphim.  Este grupo creció una vez separado de Ohavei Falcha, "Amantes del suelo", movimiento fundado a finales del siglo XIX.